# Bono (Arkansas)
Bono é uma cidade localizada no estado americano de Arkansas, no Condado de Craighead.

## Demografia
Segundo o censo americano de 2000, a sua população era de 1 512 habitantes. 
Em 2006, foi estimada uma população de 1 552, um aumento de 40 (2.6%).

## Geografia
De acordo com o United States Census Bureau, a localidade tem uma área de 3,7 km², sem área coberta por água. Bono localiza-se a aproximadamente 119 m acima do nível do mar.

## Localidades na vizinhança
O diagrama seguinte representa as localidades num raio de 24 km ao redor de Bono. 